# 上日置町 (名古屋市)
上日置町（かみひおきちょう）は、愛知県名古屋市中区の地名。

## 歴史

### 沿革
- 1755年（宝暦5年） - 愛知郡日置村において、開発され迫間町として成立した[4]。
- 1871年（明治4年） - 上日置町と改称[4]。
- 1878年（明治11年）12月28日 - 日置村上日置町の一部により、名古屋区上日置町として成立[1]。上堀川町・鶯谷町・岩井町・金沢町をそれぞれ分離する[4]。
- 1889年（明治22年）10月1日 - 名古屋市成立に伴い、同市上日置町となる[1]。
- 1908年（明治41年）4月1日 - 中区成立に伴い、同区上日置町となる[1]。
- 1936年（昭和11年）1月1日 - 一部が中区岩井通に編入される[1]。
- 1969年（昭和44年）10月21日 - 一部が大須一丁目に編入される[1]。
- 1974年（昭和49年）5月11日 - 全域が松原一丁目に編入され、廃止[1]。